# هلارود
هلارود، روستایی از توابع بخش رودبار شهرستان شهرستان قزوین در استان قزوین ایران است.

## جمعیت
این روستا در دهستان رودبار شهرستان قرار دارد و براساس سرشماری مرکز آمار ایران در سال ۱۳۸۵، جمعیت آن ۲۹ نفر (۱۴خانوار) بوده است.

## زبان
اهالی روستای هلارود به مراغی که از گویش‌های زبان تاتی است، سخن می‌گویند.